# امینس هیل
امینس هیل (به انگلیسی: Eminence Hill) فیلمی محصول سال ۲۰۱۹ و به کارگردانی رابرت کانوی است. در این فیلم بازیگرانی همچون بری کوربین، دامینیک سوین، لانس هنریکسن، کلینت جیمز، اوون کانوی، آنا هار و برینک استیونس ایفای نقش کرده‌اند.